# Схалейн

Схалейн или схэлейн (бирм. запутанная) — ဆ, сха, 7-я буква бирманского консонантно-слогового алфавита. Передаёт палатальный аспирированный согласный звук 'ts или hts. В современной транскрипции звук записывается как /sʰ/, причем считается, что в современном языке он постепенно сближается со звуком /s/ передаваемом на письме буквой စ.При кодировании палийских слов по системе катапаяди соответствует цифре 7 (семь). В тайском пали соответствует букве чочинг, в сингальском пали соответствует букве махапрана чаянна.
Символ юникода U+1006.

## Схалейн в грамматике
- ဆုံ схоун — послелог превосходной степени прилагательных (намавитейтана), которая образуется при помощи прибавления приставки အ и послелога ဆုံ к корневой основе слова.[1]